# Quintana, Texas
Quintana là một thị trấn thuộc quận Brazoria, tiểu bang Texas, Hoa Kỳ. Năm 2010, dân số của thị trấn này là 56 người.

## Dân số
- Dân số năm 2000: 38 người.
- Dân số năm 2010: 56 người.